# 4157 Ідзу
4157 Ідзу (4157 Izu) — астероїд головного поясу, відкритий 11 грудня 1988 року.
Тіссеранів параметр щодо Юпітера — 3,326.